# Mor na Amora
Mor na Amora (v anglickém originále I'm with Cupid) je 14. díl 10. řady (celkem 217.) amerického animovaného seriálu Simpsonovi. Scénář napsal Dan Greaney a díl režíroval Bob Anderson. V USA měl premiéru dne 14. února 1999 na stanici Fox Broadcasting Company a v Česku byl poprvé vysílán 6. února 2001 na stanici ČT1.

## Děj
Apu a jeho žena Manjula pozvou Homera a Marge k sobě domů na večeři. Apu a Manjula se však pohádají poté, co Marge Manjule řekne, že Apu nemusí tolik pracovat. Týden před Valentýnem Apu řekne Homerovi, že je zklamaný, že ho Manjula nemiluje. Homer jej pak neujistí, že ho Manjula před Valentýnem neopustí, s čímž Apu souhlasí. Apu se rozhodne zasypat Manjulu mnoha romantickými překvapeními, aby si znovu získal její lásku. Přestože se mnohým Apuovým překvapením podaří napravit jeho manželství, zničí tím vztahy jiných lidí – ostatní springfielďanky začnou žárlit na všechnu pozornost, které se Manjule dostává, a zjistí, že jejich muži jsou lakomci (včetně Maude Flandersové). U Vočka Homer povzbudí několik mužů ze Springfieldu, že musí zabránit usmíření Apua a Manjuly, aby zachránili své vlastní vztahy a manželství. 
Během Valentýna Homer, šéf Wiggum, doktor Dlaha, Vočko a Ned Flanders vyšetřují, co Apu dělá, aby tomu mohli zabránit. Obcházejí město a Flanders je vyhozen ze skupiny za to, že navrhl, že by měli využít svůj čas k tomu, aby se chovali romantičtěji ke svým manželkám, místo aby se snažili sabotovat Apua. Po cestě za Apuem na letiště tam zbývající skupina spatří Eltona Johna, o němž si myslí, že na naléhání Apua a Manjuly přiletěl do Springfieldu, aby pro ně uspořádal koncert (reálně musel nouzově přistát, protože se mu porouchal lustr v letadle). Ve skutečnosti však Apu plánoval, že zařídí, aby pilot letadla napsal na oblohu nápis „I ♥ U MANJULA“. Nastanou ale potíže a Homer naskočí během startu do letadla, aby se pokusil zabránit muži v nastříkání vzkazu. Když Homer ve vzduchu zničí nádobu s práškem, je nastříkána jen část vzkazu – „I ♥ U ★“, o němž si ostatní ženy myslí, že je určen jim. Zatímco se Homer s pilotem hádají, Marge zůstává nepřesvědčená Homerovou láskou, dokud letadlo nepřeletí zahradu Simpsonových a Homer z něj nevypadne pokrytý růžemi poté, co se letadlo vymklo kontrole a proletělo trnitým záhonem růží. Elton John se rozhodne Apuovi a Manjule uspořádat soukromý koncert a jejich manželství je zachráněno. Závěrečné titulky jsou červené místo obvyklé oranžové.

## Produkce
Scénář k dílu napsal Dan Greaney a režíroval jej Bob Anderson. Poprvé byl vysílán na stanici Fox ve Spojených státech na Valentýna 1999. Protože autoři věděli, že se bude vysílat na Valentýna, požádala společnost Fox štáb Simpsonových, aby připravil epizodu vztahující se k tomuto svátku. Na počest svátku byly červeně zbarveny i závěrečné titulky epizody. Nápad na díl předložil Greaney, který také napsal první návrh epizody. Její název navrhl jeho kolega ze Simpsonových Ron Hauge, který jej založil na sloganu na tričku „I'm with stupid“. Hauge však později zjistil, že tento název byl již dříve použit pro epizodu jiného televizního seriálu. Nevěřil však, že by vznikly problémy s autorskými právy: „Je to velmi nevinný omyl,“ řekl Hauge v komentáři k epizodě na DVD. „Je to jedna z těch věcí, které se v průběhu kariéry objeví na obou stranách, takže se kvůli tomu nikdo nikdy nebude soudit.“
Jan Hooksová si v epizodě zopakovala svou roli Manjuly. V jedné scéně epizody se Apu a Manjula hádají v hindštině. Během scény obě postavy mluví tímto jazykem přesně, protože Hooksová i Hank Azaria (hlas Apua) dostali fonetický přepis svých replik. Zpívajícího papouška, kterého Apu posílá Manjule, namluvila hlavní představitelka seriálu Nancy Cartwrightová, jež v seriálu ztvárňuje také Barta. V epizodě vystupuje zpěvák Sir Elton John jako on sám. Johnovy repliky nahrál Al Jean, pro kterého byla práce s Johnem „úžasnou zkušeností“. „Elton John byl velmi milý člověk,“ uvedl Scully za Jeana v komentáři k epizodě na DVD, protože Jean byl během nahrávání komentáře zaneprázdněn. „Byl skvělý a pro pořad pracoval opravdu tvrdě.“ Scully také uvedl, že předělávka písně „Your Song“, která se objevuje ke konci epizody, se musela nahrávat několikrát, ale John byl v tomto ohledu „velmi vstřícný“.

## Témata a kulturní odkazy
Ve své knize Picturing South Asian Culture in English: Textual and Visual Representations Tasleem Shakur and Karen D'Souza analyzovali díl spolu s epizodou 9. série Dvě paní Nahasapímapetilonové. Oba tvrdili, že Mor na Amora reprezentuje Apuovu roli v seriálu a „posiluje romantizující pohled na Apuovo manželství prostřednictvím stále propracovanějších způsobů, jimiž vyjadřuje lásku ke své ženě. Ve valentýnské epizodě je poselství jasně kritické a ukazuje všem americkým mužům ze Springfieldu jejich nedostatek romantiky. (…) V celém tomto dílu je posilována Apuova identita exotického (…), romantického muže, který je postaven do kontrastu s mužem pijícím Duff a sedícím na gauči, jehož typickými představiteli jsou muži z baru U Vočka a Homer Simpson. Apu opět není ani tak zastoupen svou etnickou příslušností, ale je prezentován ve své kritické jinakosti jak vůči současné degenerativnosti americké kultury, konkrétně mužských identit, tak vůči ironicky rekonstruované představě o jihoasijskosti. V těchto dvou epizodách je asijský kulturní prostor, který Apu, jeho matka a Manjula předvádějí, a mísí hybridní, ‚asijské‘ a ‚americké‘ hodnoty a identity, ale kriticky vytěsňuje asijskou ‚autenticitu‘ a odhaluje vytěsnění současného amerického manželství z jeho ‚autentických‘ tradic.“
Ve scéně na konci epizody se John, který se právě prokousal z přepravky pro psy, setká s Apuem, který zvolá „Elton John!“, na což John odpoví „Tak se jmenuju! No, ne tak docela.“. Tato výměna názorů odkazuje na Johnovu změnu jména, protože jeho rodné jméno bylo Reginald Dwight. Apu cituje názvy čtyř Johnových písní: „Take Me to the Pilot“, „Your Song“, „Someone Saved My Life Tonight“ a „The Bitch is Back“. Na konci epizody John předvede Apuovi a Manjule na střeše Kwik-E-Martu verzi písně „Your Song“. Tato scéna je narážkou na epizodu 7. řady Líza vegetariánkou, v níž na střeše vystoupil Paul McCartney. Scéna, v níž lze vidět Homera, jak zasekává valentýnská přáníčka do jejich držáků, byla založena na postřehu scenáristů. Scenárista George Meyer o této scéně řekl: „V další scéně jsou Marge a Manjula viděny, jak hrají badminton. Prostě vidíte, jak se s přáníčky opravdu chlapsky manipuluje a obálky se zaměňují za ty se špatnou velikostí.“ Scéna byla sice koncipována jako expozice, ale podle scenáristy Iana Maxtone-Grahama byl tento sport zařazen proto, že badminton je v Indii „velmi populární“. V epizodě je také zmíněn film Snídaně u Tiffanyho z roku 1961, a to ve scéně, kdy Apu s nákupní taškou vychází z obchodu se šperky a stříbrem Tiffany & Co. Mezitím Homer spolu s Wiggumem, Vočkem, Flandersem a doktorem Dlahou sledují Apua a předpokládají, že koupil šperky pro Manjulu. Brzy vyjde najevo, že Apu si v obchodě koupil croissant, na což Wiggum řekne: „Aha, to je pravda, u Tiffanyho teď mají snídaně.“. Vyprchání ve tvaru srdce na konci epizody je odkazem na seriál Love, American Style.

## Přijetí
V původním americkém vysílání 14. února 1999 dosáhl díl podle agentury Nielsen Media Research ratingu 7,7, což znamená přibližně 7,7 milionu diváků. V týdnu od 8. do 14. února 1999 se epizoda umístila na 48. místě ve sledovanosti. 7. srpna 2007 byla epizoda vydána jako součást DVD boxu The Simpsons – The Complete Tenth Season. Mike Scully, George Meyer, Ian Maxtone-Graham, Ron Hauge a Matt Selman se podíleli na audiokomentáři epizody na DVD.
Po vydání na domácím videu získal Mor na Amora od kritiků vesměs pozitivní hodnocení. 
V roce 2007 Simon Crerar z The Times zařadil vystoupení Eltona Johna mezi 33 nejvtipnějších cameí v historii seriálu.
James Plath z DVD Town napsal, že epizoda je „zábavná“, protože „má zápletku, kterou poznáváme z vlastního života“, a Jake McNeill z Digital Entertainment News ji považoval za jednu z nejlepších epizod řady.
Warren Martyn a Adrian Wood, autoři knihy I Can't Believe It's a Bigger and Better Updated Unofficial Simpsons Guide, epizodu také kladně ohodnotili, když ji označili za „velmi, velmi chytrou a vtipnou“, a napsali, že „je provedena stylově a Homer nakonec vyhraje; samozřejmě zcela standardně, ale možná je to jeho odměna za to, že do poslední chvíle nespadl z letadla, které píše oblohu!“. Kritizovali však také díl za to, že je „trochu nevkusný“: „Koneckonců, jak milí jsou ti lidé, kteří chtějí Apuovi a Manjule zkazit den jen proto, že se bojí, že budou vypadat špatně?“.
Robert Canning napsal pro IGN, že epizoda je „velmi chytrá a velmi vtipná“ a že jde o „skvělý díl představující jeden kousek Apuovy cesty“. Nelíbilo se mu však Johnovo hostování, které označil za „naprosto zbytečné“ a „velmi přilepené“, a Johnův výkon popsal jako „velmi plochý“. Přesto Canning udělil epizodě hodnocení 8,8 a svou recenzi uzavřel tím, že ji označil za „pevně napsanou valentýnskou epizodu“.
Colin Jacobson z DVD Movie Guide, který díl hodnotil smíšeněji, jej kritizoval za přílišnou podobnost s předchozí epizodou a napsal: „Neviděli jsme už, že Flanders dělá na Valentýna ze všech ostatních blbce? Neznamená toto téma, že je ‚Amor‘ poněkud zbytečný?“. Dodal, že „ano, že pořad postrádá jakoukoli jiskru, protože chrlí přiměřený počet úsměvů“, a svou recenzi uzavřel tím, že „působí trochu vyčpěle a nepatří mezi lepší díly roku“.